# Crystal Ball (Prince)
Crystal Ball is het twintigste album van de Amerikaanse popartiest Prince (toen bekend als O(+>). De set was een drievoudig CD, samen met de albums The Truth en Kamasutra (van de NPG Orchestra) te bestellen via zijn 1-800-NEW-FUNK-winkel en werd vanaf 29 januari 1998 verscheept. Sinds 3 maart dat jaar was de set echter ook, inclusief The Truth, maar exclusief Kamasutra in de reguliere winkels te koop. Omdat de set vertraging opliep staat er "© 1997" op de cd.

## De Crystall Ball-controverse
Het album is een bron van veel controverse en een zere plek voor veel fans. Oorspronkelijk werd beloofd dat het album begin 1997 zou uitkomen. Uiteindelijk konden de fans hun box vanaf de zomer van 1997 bestellen via zijn 1-800-NEW-FUNK website en telefoonnummer, Prince verklaarde later dat hij de cd's niet zal laten persen voordat er minimaal 50.000 bestellingen waren geplaatst. Er ontstonden echter distributieproblemen en zelfs nadat dit aantal bestellingen waren ontvangen, duurde het nog een lange tijd alvorens men op 29 januari 1998 met het verschepen begon. Het distributieproces bleek slecht verzorgd te zijn, er ontstonden administratieve problemen en door een te groot aantal bestellingen duurde het ook vele maanden dat alle bestellingen waren verwerkt. Er waren ook geluiden te horen van fans die hun boxset nooit hadden ontvangen, ook al hadden sommige daarvan wel voor betaald.
Toen uiteindelijk de boxsets bij de fans binnen kwamen kwam er nog meer onverwachte teleurstellingen. Er bleek in de doorzichtige cd-container geen enkele verdere informatie te zitten, en de songteksten en andere informatie bleken alleen via het internet te raadplegen. De website die die informatie gaf bleek echter binnen twee jaar weer offline te zijn. Tevens zat er een, volgens velen goedkoop T-shirt bij.
De muzikale inhoud bleek voor fans ook een teleurstelling te zijn, omdat beloofd was dat de collectie meerdere decades zal ontspannen, echter de meeste nummers waren van het midden en het einde van de jaren negentig. Bijna een derde van de nummers waren remixes van of waren gebaseerd op eerder uitgebracht materiaal en sommige nummers waren, volgens deze teleurgestelde fans onnodig ingekort, wat men ook onnodig vond, omdat er nog genoeg ruimte op de cd's was.
Op de cd's zelf staat het woord "bootleg" vermeld, wat een bevestiging bleek van de eerdere aankondiging dat het doel van Crystal Ball was om bootlegs onnodig te maken. Door bovenstaande, door de teleurgestelde fans gegeven tekortkomingen, slaagde de boxset daar bij verre na niet in. Het wakkerde, volgens hun juist de interesse in bootlegs aan. Een andere klacht was dat de kwaliteit van het materiaal op de bonus-cd's The Truth en Kamasutra onder de maat was en men zag vooral dat laatste album als opvulmateriaal.
Het album zal vrij snel (3 maart) echter al in de reguliere winkels te verkrijgen zijn. Een deel via directe bestellingen van winkels, maar vooral via de conventionele kanalen. Hierdoor kon het dus gebeuren dat veel fans hun bestellingen pas later binnen kregen dan de platenwinkel om de hoek. Tevens hadden de exemplaren die via de conventionele distributiekanalen waren binnengekomen niet het impopulaire Kamasutra-album, maar wel een cd-boekje, die de eerder bestelde exemplaren niet hadden, wat nog meer bijdroeg aan het door velen ervaren fiasco. De fans die hun set als laatst kregen kregen als tegemoetkoming op de valreep nog een cassettebandje met een opname van het recent opgenomen The War.
De conclusie was voor veel mensen dan ook dat de Crystal Ball als een fiasco kon worden beschouwd. Prince vervreemdde hierdoor onopzettelijk van een groot deel van zijn fans, vooral van de toentertijd relatief grote fangemeenschap op het internet. Hierdoor ontstonden er snel een aantal anti-Prince-sites, die het Crystal Ball-fiasco opgaven als reden waarom.
Buiten de fans, werd de set wisselend ontvangen. Critici wezen er op dat er veel nummers uit de kluis van Prince niet aanwezig waren op het album en dat het er ook relatief veel materiaal uit de jaren negentig op stond.
Financieel gezien heeft Crystal Ball, naar het schijnt hem echter geen windeieren gelegd.

## Nummers

### Disc One
| Nr. | Titel                                                     | Duur  |
| --- | --------------------------------------------------------- | ----- |
| 1.  | Crystal Ball                                              | 10:28 |
| 2.  | Dream Factory                                             | 3:07  |
| 3.  | Acknowledge Me                                            | 5:27  |
| 4.  | Ripopgodazippa                                            | 4:39  |
| 5.  | Love Sign (remix)                                         | 3:52  |
| 6.  | Hide the Bone                                             | 5:03  |
| 7.  | 2morrow                                                   | 4:13  |
| 8.  | So Dark (remix van Dark)                                  | 5:14  |
| 9.  | Movie Star                                                | 4:25  |
| 10. | Tell Me How U Wanna B Done (gebaseerd op The Continental) | 3:25  |

### Disc 2
| Nr. | Titel               | Duur  |
| --- | ------------------- | ----- |
| 1.  | Interactive         | 3:19  |
| 2.  | Da Bang             | 3:07  |
| 3.  | Calhoun Square      | 4:46  |
| 4.  | What's My Name      | 3:03  |
| 5.  | Crucial             | 5:06  |
| 6.  | An Honest Man       | 1:13  |
| 7.  | Sexual Suicide      | 3:39  |
| 8.  | Cloreen Baconskin   | 15:37 |
| 9.  | Good Love           | 4:55  |
| 10. | Strays of the World | 5:07  |

### Disc III
| Nr. | Titel                                            | Duur |
| --- | ------------------------------------------------ | ---- |
| 1.  | Days of Wild (live)                              | 9:19 |
| 2.  | Last Heart                                       | 3:01 |
| 3.  | Poom Poom                                        | 4:32 |
| 4.  | She Gave Her Angels                              | 3:52 |
| 5.  | 18 & Over (gebaseerd op Come)                    | 5:40 |
| 6.  | The Ride (live)                                  | 5:13 |
| 7.  | (Lemme See Yo Body) Get Loose (remix van Loose!) | 3:3  |
| 8.  | P Control (remix)                                | 5:59 |
| 9.  | Make Your Mama Happy                             | 4:00 |
| 10. | Goodbye                                          | 4:34 |